# Foeniculum
Genre
Classification phylogénétique
Foeniculum est un genre de plantes à fleurs de la famille des Apiaceae (Umbelliferae), qui contient peu d'espèces. Le nom Foeniculum est dérivé du latin feniculum, fœniculum, diminutif de fenum, fœnum, le foin.
Foeniculum est un genre de fenouils mais tous les fenouils n'appartiennent pas à ce genre. Aussi, malgré leur nom vernaculaire, le fenouil bâtard ou le fenouil des Alpes par exemple, ne sont pas des Foeniculum.

## Espèces
- Foeniculum vulgare Mill.

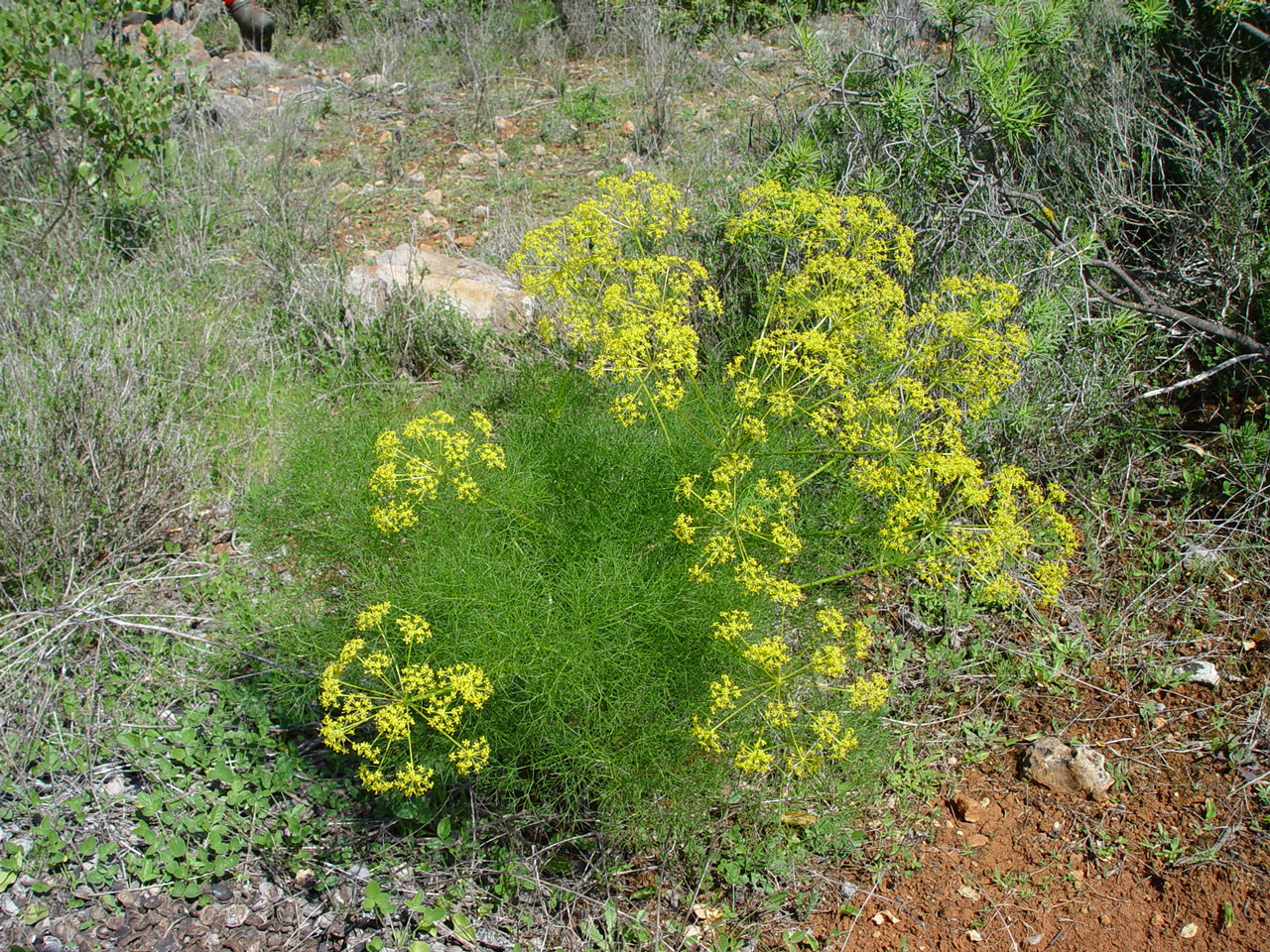
Foeniculum vulgare.

  - Foeniculum vulgare Mill. subsp. piperitum (Ucria) Cout., fenouil poivré présent dans le sud de la France.
  - Foeniculum vulgare Mill. subsp. vulgare le fenouil commun ou officinal.
    - Foeniculum vulgare subsp. vulgare var. azoricum (Mill.) Thell.
    - Foeniculum vulgare subsp. vulgare var. dulce (Mill.) Batt., ces deux variétés sont le fenouil doux ou fenouil de Provence utilisé en cuisine
    - Foeniculum vulgare 'Purpureum', variété à feuillage pourpre, aux caractéristiques semblables au type. L'odeur en est plus anisée. Il est utilisé dans un but décoratif.

## Distribution
Les Foeniculum se sont naturalisés le long des routes, dans les prés, ou dans de nombreux autres sites ouverts dans de nombreuses régions incluant l'Europe, l'Amérique du Nord, l'Asie et l'Australie. 
Il se propage par semence et est considéré comme une peste végétale en Australie et aux États-Unis.

## Divers
Les fenouils étaient considérés[Quand ?] comme une des neuf herbes sacrées par les Anglo-Saxons[réf. nécessaire].

## Liens externes

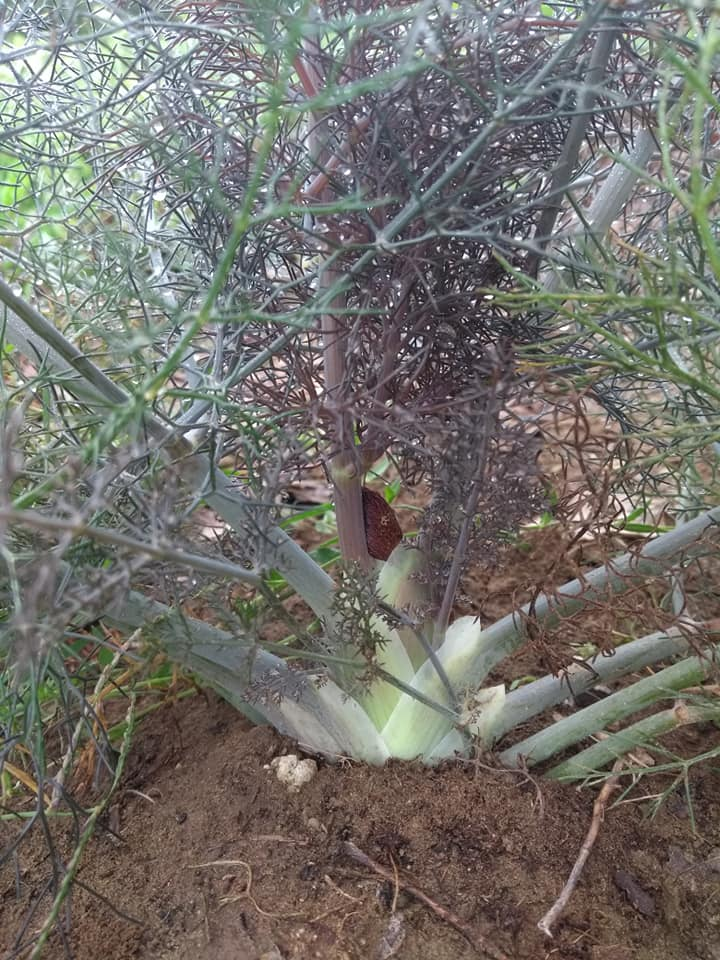
Foeniculum vulgare 'Purpureum', aussi nommé fenouil bronze.